# Cesarstwo Wietnamu
Cesarstwo Wietnamu (wiet. Đế quốc Việt Nam; jap. ベトナム帝国) – krótko istniejące (utworzone 11 marca 1945 roku, zlikwidowane 23 sierpnia tego roku) państwo marionetkowe ze stolicą w Huế, zależne od Japonii. Utworzone na terytorium francuskich protektoratów Annam i Tonkin, jako część Wielkiej Wschodnioazjatyckiej Strefy Wspólnego Dobrobytu. Głową państwa był cesarz Bảo Đại, a szefem rządu Trần Trọng Kim. Na terenie Cesarstwa stacjonowała japońska 38 Armia dowodzona przez generała porucznika Yuitsu Tsuchihashi, który był też cesarskim doradcą.